# 신진
신진(辛進, 1950년 5월 23일 ~ )은 부산광역시 출생으로 대한민국의 문학평론가, 시인이다. 동아대학교 국어국문학과 교수를 역임했다. 그의 시는 풍자적‧남성적인 어조로 현실과 신화를 연계하여 건강한 생명성을 탐구하는 시인으로 평가된다,1974년 이원섭,김남조 시인에 의해 (시문학) 추천을 받고 활동.문학박사(성균관대).전원문학회,목마시동인,얼토시,문학인길벗  외 동인 활동.
시집으로 (목적 있는 풍경, 장난감 마을의 연가,멀리뛰기,강(江),녹색엽서,귀가,미련,석기시대. 시선집으로(풍경에서 순간으로),사랑시선)등 2024년 출판.못 걷는 슬픔을 지날 때가 있다.
논저로 (우리 시의 상징성 연구),(한국 현대시 읽기),(창작문학론 강의),(한국시의 이론),(차이나는 시쓰기-차유의 시론)외 다수
창작동화(낙타가시꽃의 탈출),동화집(반려인간),귀촌 에세이(촌놈 되기)외 공저 다수.
시문학상,한국광역시문학상대상,봉생문화상,부산시인협회상본상,부산시문화상,설송문학상,낙동강문학상,문덕수문학상 등 수상
현 동아대학교 한국어문학과 명예교수

## 생애
```
『시문학』에 「유혹」(1974)과 「장미원」(멀리 계시는 하나님,1976)이 추천되어 등단.
```

1950년 5월 23일 부산 출생. 동아대 국문과 및 성균관대 대학원을 졸업했다. 현대시인협회 중앙위원이며 1981~2016.동아대 국문과 교수 역임. 1987년부터 2018년까지 가족들과 귀촌생활을하기도
```
초월과 비상에의 열망을 갖지만 현실로부터 자유로울 수 없는 인간의 존재론적 모순을 담은 『멀리뛰기』(1987), 자연 속의 인간에 주목하는 『강』(1994) 외『석기시대』『못걷는 슬픔을 지날 때』등 11권의 시집을 간행했다. 신진은 풍자적‧남성적인 어조로 현실과 신화를 연계시키며 건강한 생명성을 탐구하는 생태주의 시인으로 평가된다. 그의 시적 여정은 현실을 바탕으로 한 신화적 생명,생태 세계에서 경고적 생태시, 심층 생태시,사회적 생태의 경역을 경유한다.
시창작 외에 현대시에 대한 논저 『우리시의 상징성 연구』(1994), 『현대시의 위상』(1998) 『한국시의 이론』(2012)『차이 나는 시쓰기』(2020) 외 10권. 그 외동화집『낙타가시꽃의 탈출』, 『반려인간』, 귀촌에세이집 『촌놈되기』(1998) 등이 있다.
```

현대시에 관한 이론은 시인 특유의 *차유*로 집약되는바, 차유란 맥락상의 반전과 긴장,놀라움괴 감동을 불러일으키는 독창적 이미지, 아이러니,역설,상징 등에 비유성을 필수조건으로 부여한,현대시의 정신적 언어적 이상적 지향점이라 할 수있다

## 학력사항
- 동아대학교 - 국어국문학 학사 ,석사
- 성균관대학교 대학원 문학 박사